# Kuźma Ciareszczanka
Kuźma Jurjewicz Ciareszczanka (biał. Кузьма Юр'евіч Цярэшчанка; ur. w październiku 1888 w Zamościszczach w guberni smoleńskiej, zm. 12 marca 1922) – białoruski działacz narodowy.

## Życiorys
Urodził się w październiku 1888 roku we wsi Zamościszcze, w powiecie rosławskim guberni smoleńskiej Imperium Rosyjskiego. W 1906 roku ukończył Pskowską Szkołę Komorniczą, w 1912 roku – Moskiewski Instytut Gospodarstwa Wiejskiego. Od 1906 roku był zwolennikiem Partii Socjalistów-Rewolucjonistów. W czasie nauki w Moskwie aktywnie uczestniczył w życiu białoruskiego koła studenckiego. Od początku I wojny światowej służył w armii rosyjskiej. W 1917 roku był jednym z inicjatorów utworzenia i przewodniczącym Pskowskiej Rady Białoruskiej. W listopadzie 1917 roku był delegatem na zjazd Białorusinów-wojskowych Frontu Północnego w Witebsku. W grudniu tego samego roku uczestniczył w I Zjeździe Wszechbiałoruskim w Mińsku. Jesienią 1918 roku wszedł w skład Wileńskiej Rady Białoruskiej.
Od listopada 1918 roku wykonywał obowiązki szefa Ministerstwa Spraw Wewnętrznych Białoruskiej Republiki Ludowej (BRL). Zgodnie z warunkami rozmów pomiędzy BRL i Radą Litewską (15 listopada – 8 grudnia 1918 roku), które w zamyśle miały doprowadzić do utworzenia państwa białorusko-litewskiego, Kuźma Ciareszczanka został mianowany naczelnikiem powiatu grodzieńskiego, a następnie przedstawicielem Rady Litewskiej w powiecie wołkowyskim. Przez pewien czas współpracował z Grodzieńskim Komitetem Podziemnym Rosyjskiej Partii Komunistycznej (bolszewików). Brał udział w tworzeniu Białoruskiej Partii Socjalistów-Rewolucjonistów (BPSR), od 1919 roku wchodził w jej skład. W styczniu i lutym 1919 roku był komisarzem Ministerstwa Spraw Białoruskich Rady Litewskiej w Białymstoku i Grodnie. Uczestniczył w działalności klubu „Białoruska Chatka” w Grodnie, wchodził w skład Centralnej Białoruskiej Rady Grodzieńszczyzny. Od lutego 1919 roku pełnił funkcję sekretarza spraw zagranicznych BRL, a od marca – ministra spraw wewnętrznych BRL.
W czerwcu 1919 roku brał udział w Białoruskim Zjeździe Wileńszczyzny i Grodzieńszczyzny, w czasie którego został wybrany do Centralnej Białoruskiej Rady Wileńszczyzny i Grodzieńszczyzny. Od lata 1919 roku pełnił funkcję dyplomaty, przedstawiciela BRL w Republice Łotewskiej i Republice Estońskiej. Prowadził rozmowy z premierem łotewskiego rządu na temat utworzenia na terenie Łotwy białoruskich oddziałów wojskowych, zwracał się z prośbą do szefa rządu Łotwy Kārlisa Ulmanisa z prośbą o pomoc w walce z bolszewikami i o przepuszczenie białoruskich oddziałów na teren Białorusi. Uzyskał zgodę łotewskiego rządu na otwarcie konsulatu BRL.
Po udaniu się do Wilna został aresztowany przez władze polskie. Od września 1919 roku przebywał w Mińsku, gdzie był przewodniczącym Tymczasowego Białoruskiego Komitetu Narodowego. W grudniu 1919 roku wszedł w skład Prezydium Najwyższej Rady BRL. W tym samym miesiącu podał się do dymisji ze stanowiska ministra spraw wewnętrznych BRL i został wykluczony z BPSR.
W styczniu 1920 roku był jednym z inicjatorów utworzenia Centralnego Białoruskiego Związku Gospodarstwa Wiejskiego. W czasie ofensywy bolszewickiej na Polskę w lipcu 1920 roku wraz z Bronisławem Taraszkiewiczem i Wacławem Iwanowskim ewakuował się do Warszawy. Jesienią 1920 roku został przewodniczącym Centralnego Białoruskiego Komitetu Narodowego i członkiem Komisji Rewizyjnej Związku Kooperatyw Spożywczych Grodzieńszczyzny. W czasie narady narodowo-politycznej w Rydze w 1920 roku w imieniu Najwyższej Rady BRL samowolnie złożył jej pełnomocnictwa i uznał rząd BRL Wacłaua Łastouskiego. Od początku 1921 roku mieszkał w Wilnie. Był jednym z założycieli Związku Gospodarstwa Wiejskiego na Wileńszczyźnie. Następnie opuścił II Rzeczpospolitą i zamieszkał w Białoruskiej SRR. Pełnił szereg funkcji w Centrabiełsajuzie w Mińsku. 12 marca 1922 roku nagle zmarł, według oficjalnej wersji w wyniku zawału mięśnia sercowego.